# Niebezpieczne światło księżyca
Niebezpieczne światło księżyca (oryg. Dangerous Moonlight, znany też w USA jako Suicide Squadron) – brytyjski film z 1941 o polskim lotniku pianiście w czasie II wojny światowej z muzyką skomponowaną przez Richarda Addinsella, zawierającą słynny utwór Warsaw Concerto (Koncert warszawski) na fortepian i orkiestrę. Występują m.in. Anton Walbrook, Sally Gray, John Laurie, Michael Rennie.

## Fabuła
Film opowiada historię polskiego pilota i pianisty Stefana Radeckiego (Anton Walbrook). Radecki komponuje swój koncert broniąc Warszawy przed bombardowaniem w 1939. Następnie przedostaje się z okupowanej przez Niemców hitlerowskich Polski na Zachód. Podczas tournée po Stanach Zjednoczonych Stefan Radecki zakochuje się w Amerykance Carol Peters (Sally Gray). Potem wraca do Wielkiej Brytanii, aby walczyć w bitwie o Anglię jako pilot.

## Reżyseria i scenariusz
Reżyserem filmu był Brian Desmond Hurst, a scenarzystą Terence Young, późniejszy reżyser między innymi kilku filmów o Jamesie Bondzie.

## Muzyka
Kompozytor muzyki do filmu Richard Addinsell w utworze Warsaw Concerto (Koncert warszawski) zawarł liczne motywy oparte na muzyce Fryderyka Chopina. Utwór ten zyskał ogromną popularność.

## Obsada
- Anton Walbrook     jako  Stefan 'Steve' Radetzky
- Sally Gray 	     jako  Carol Peters Radetzky
- Derrick de Marney  jako  Michael „Mike” Carroll, menadżer Radetzkych
- Cecil Parker 	     jako  Specjalista
- Percy Parsons      jako  Bill Peters
- Kenneth Kent 	     jako  Andre De Guise, impresario
- Guy Middleton      jako  Shorty
- John Laurie    jako  Brytyjski dowódca
- O.B. Clarence      jako  Kelner z tacą wina
- Frederick Valk     jako  Dowódca polskiego bombowca
- Marian Spencer     jako  Panna Gratton, sekretarka De Guise'a
- Philip Friend      jako  Pete, pilot RAF
- Michael Rennie     jako  Kapulski, polski pilot[2]